# Channa asiatica
Channa asiatica е вид бодлоперка от семейство Channidae. Видът не е застрашен от изчезване.

## Разпространение и местообитание
Разпространен е във Виетнам, Китай, Провинции в КНР, Тайван и Хонконг. Внесен е в Шри Ланка и Япония.
Обитава сладководни басейни и реки.

## Описание
На дължина достигат до 20 cm.
Популацията на вида е стабилна.